# Parviz Meshkatian

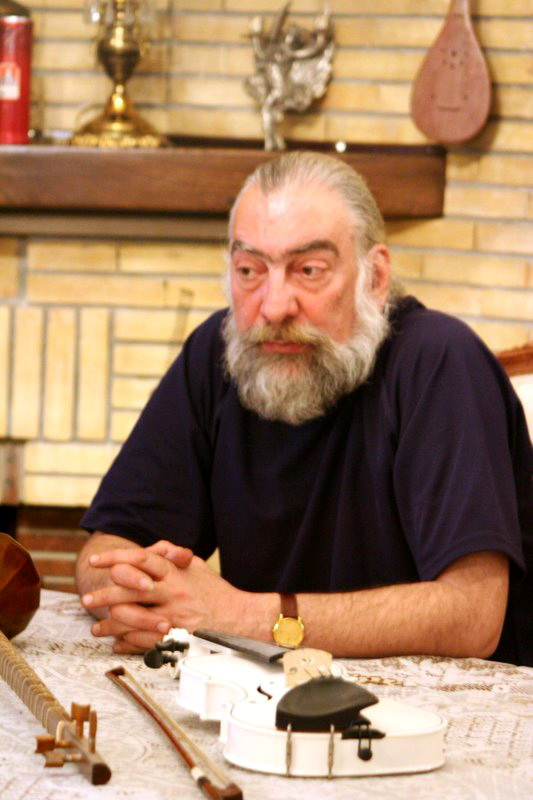
Parviz Meshkatian

Parviz Meshkatian (* 13. Mai 1955 in Nischapur; † 21. September 2009 in Teheran) war ein iranischer Komponist und Santur-Spieler. 
Meshkatian erhielt seine erste musikalische Ausbildung von seinem Vater. Er studierte dann Musik an der Kunstakademie in Teheran, wo er von Noor Ali Boroomand, Dariush Safvat, Mohammad Taghi Massoudieh und Mehdi Barkeshli in die Kunst der Radifs eingeführt wurde. Er spezialisierte sich auf die Radifs von Mirza Abdollah für Santur und Setar und setzte seine Ausbildung nach Abschluss des Studiums bei Abdollah Davami, Said Hormozi und Yusef Forutan fort.
Er unterrichtete dann Santur und gewann den Ersten Preis im Santurspiel beim Barbad-Festival. 1977 gründete er das Aref Ensemble, aus dem mehrere bekannte Sänger und Instrumentalisten hervorgingen. Auf Konzertreisen mit diesem Ensemble durch Europa und Amerika machte er die persische Musik international bekannt. Weiterhin war er Mitbegründer der Chavosh-Stiftung für Kunst und Kultur, die sich auch der Bewahrung der traditionellen iranischen Musik widmet.
1982 veröffentlichte Meshkatian ein Buch mit zwanzig Stücken für Santur. 1992 erhielt er mit dem Aref Ensemble den Ersten Preis beim Spirit of the Earth Festival in England. Insgesamt gab er hunderte von Konzerten weltweit, veröffentlichte 18 Bücher und zahlreiche Artikel und spielte etwa zweihundert Aufnahmen ein. Bedeutende Aufnahmen persischer Musik entstanden in Zusammenarbeit mit Mohammad-Resa Schadscharian. Mit seinen Kompositionen klassischer persischer Lyrik erneuerte er die klassische persische Liedkomposition.